# فوشية بيضاوية
فوشية بيضاوية (الاسم العلمي:Fuchsia ovalis) هو نوع من النباتات يتبع جنس الفوشية من الفصيلة الأخدرية.